# Cristian Schmidt
Cristian Schmidt (ur. 13 sierpnia 1982) – argentyński judoka. Olimpijczyk z Londynu 2012, gdzie zajął siedemnaste miejsce w wadze półciężkiej.
Uczestnik mistrzostw świata w 2009, 2010, 2011 i 2013. Startował w Pucharze Świata w latach 2010-2013, 2015 i 2016. Brązowy medalista igrzysk panamerykańskich w 2011; piąty w 2015. Trzeci na igrzyskach Ameryki Południowej w 2010 i 2014. Zdobył pięć medali mistrzostw panamerykańskich w latach 2009 – 2015. Trzykrotny medalista mistrzostw Ameryki Południowej.

## Letnie Igrzyska Olimpijskie 2012
| Konkurencja | Eliminacje              | Klas. końcowa |
| Konkurencja | Przeciwnik I            | Miejsce       |
| ----------- | ----------------------- | ------------- |
| 100 kg      | Yauhen Biadulin (BLR) P | 17            |